# Элиаров, Геурк
Геурк Элиаров (род. около 1769 года, предположительно Эрзрум, Османская империя — ум. не позднее 1824 года, Тифлис, Российская империя) — тифлисский оружейник, работавший в конце XVIII — первой половине XIX века. В источниках также упоминается под видоизменённой фамилией (Элиазарашвили, Елязаров, Елизарашвили, Егиазаров, Еларов), а иногда по имени. Дата смерти и большинство фактов биографии подлежат уточнению.
Один из выдающихся кавказских оружейников. Мастерская Геурга располагалась рядом с Эриванской площадью у дома главноуправляющего Грузией.
Известно 8 предметов оружия, на которых имеется подпись Геурка Элиарова, при этом в одной из подписей Геурк именует себя «оружейником его императорского величества». Сабли его работы в конце 1810-х годов были подарены императору Александру I и его брату Константину Павловичу.
Кинжалы, сабли и шашки, изготовленные Геурком Элиаровым, хранятся в Государственном Эрмитаже (Санкт-Петербург), Государственном историческом музее (Москва), Национальном музее Республики Дагестан им. А. Тахо-Годи (Махачкала).
Имел двоих сыновей (Карамана и Ефрема), продолживших его дело.